# Adela Pankhurst
Adela Constantia Mary Pankhurst Walsh, född 19 juni 1885, död 23 maj 1961, var en brittisk suffragett som arbetade som politisk organisatör för WSPU i Skottland. 
1914 flyttade hon till Australien där hon fortsatte sin aktivism. Hon kampanjade mot Första världskriget och var medgrundare av Australiens kommunistiska parti och senare, efter att ha tagit avstånd från socialism, av fascistiska Australia First Movement.
Adel var dotter till Emmeline Pankhurst och syster till Christabel och Sylvia Pankhurst.